# Sumlinia
Sumlinia halophila es una especie de coleóptero adéfago de la familia Carabidae. Es el único miembro del género monotípico Sumlinia.